# Courbet (F712)
O Courbet é uma fragata operada pela Marinha Nacional Francesa e a terceira embarcação da Classe La Fayette. Entrou em serviço em 13 de março de 1994.